# Tortuga Un giorno in paradiso Stadio Olimpico
Tortuga Un giorno in paradiso Stadio Olimpico è il nono album live di Antonello Venditti uscito il 4 dicembre 2015 ed è stato registrato allo Stadio Olimpico di Roma il 5 settembre 2015, con ospiti d'eccezione quali Briga, Biagio Antonacci e l'eterno amico Carlo Verdone. Il cofanetto è composto dall'album Tortuga, da due CD live e dal DVD registrati nel concerto omonimo, insieme a 14 musicisti e alla storica band Stradaperta.
La copertina riprende l'artista mentre esegue un selfie, con alle spalle una parte di stadio gremita.

## Tracce

### Disco 1
1. Raggio di Luna (7.28)
2. I ragazzi del Tortuga (3.53)
3. Giulio Cesare (6.07)
4. Piero e Cinzia (5.59)
5. Peppino (3.34)
6. Stella (7.34)
7. Non so dirti quando (4.05)
8. Lilly (6.56)
9. Sotto il segno dei pesci (6.28)
10. Bomba o non bomba (4.43)
11. Sara (3.19)
12. Modena (7.09)
13. Notte prima degli esami (5.39)
14. Tienimi dentro te (3.47)

### Disco 2
1. Cosa avevi in mente (4.23)
2. Unica (4.34)
3. Dalla pelle al cuore (feat. Briga) (4.29)
4. Il compleanno di Cristina (5.43)
5. Questa insostenibile leggerezza dell'essere (6.06)
6. L'ultimo giorno rubato (3.12)
7. Ogni volta (4.49)
8. Che fantastica storia è la vita (feat. Biagio Antonacci) (5.34)
9. Amici mai (feat. Biagio Antonacci) (5.46)
10. Ti amo inutilmente (4.03)
11. Alta marea (5.46)
12. Benvenuti in Paradiso (5.19)
13. In questo mondo di ladri (6.39)
14. Roma Capoccia (feat. Briga) (5.13)
15. Grazie Roma (feat. Carlo Verdone) (6.09)

### CD 3 (Album Tortuga)
1. Cosa avevi in mente
2. Non so dirti quando
3. Tienimi dentro te
4. Nel mio infinito cielo di canzoni
5. I ragazzi del Tortuga
6. Ti amo inutilmente
7. Attento a lei
8. L'ultimo giorno rubato
9. Tortuga

### DVD
1. Raggio di Luna
2. I ragazzi del Tortuga
3. Giulio Cesare
4. Piero e Cinzia
5. Peppino
6. Stella
7. Non so dirti quando
8. Lilly
9. Sotto il segno dei pesci
10. Bomba o non bomba
11. Sara
12. Modena
13. Notte prima degli esami
14. Tienimi dentro te
15. Cosa avevi in mente
16. Unica
17. Dalla pelle al cuore (feat. Briga)
18. Il compleanno di Cristina
19. Questa insostenibile leggerezza dell'essere
20. L'ultimo giorno rubato
21. Ogni volta
22. Che fantastica storia è la vita (feat. Biagio Antonacci)
23. Amici mai (feat. Biagio Antonacci)
24. Ti amo inutilmente
25. Alta marea
26. Benvenuti in Paradiso
27. In questo mondo di ladri
28. Roma Capoccia (feat. Briga)
29. Grazie Roma (feat. Carlo Verdone)

## Musicisti
- Antonello Venditti - voce
- Alessandro Canini - batteria, percussioni e chitarre
- Derek Wilson - batteria
- Fabio Pignatelli - basso
- Maurizio Perfetto, Toti Panzanelli - chitarre
- Danilo Cherni - tastiere e organo Hammond
- Angelo Abate - pianoforte e organo Hammond
- Fabiana Sirigu - violino
- Claudio Corvini - tromba
- Mario Corvini - trombone
- Amedeo Bianchi, Gianni Savelli - sax
- Marzia Foglietta, Laura Ugolini, Laura Marafioti - cori

Ha partecipato a i brani "Sotto il segno dei pesci", "Sara", "Bomba o non bomba" e "Modena" il gruppo storico Stradaperta, formato da:
- Rodolfo Lamorgese - chitarra acustica e armonica a bocca
- Renato Bartolini - chitarre e mandolino
- Claudio Prosperini - chitarra elettrica
- Marco Vannozzi - basso